# جانيت همينغواي
جانيت همينغواي (بالإنجليزية: Janet Hemingway)‏ هي باحثة بريطانية، ولدت في 13 يونيو 1957 في غرب يوركشير في المملكة المتحدة.

## وصلات خارجية
- الموقع الرسمي